# Betörő az albérlőm (film, 1955)
A Betörő az albérlőm (eredeti cím: The Ladykillers)  1955-ben bemutatott angol bűnügyi vígjáték, fekete komédia.
A forgatókönyvet az amerikai William Rose írta, amiért Oscar-díjra jelölték és elnyerte a legjobb brit forgatókönyvnek járó BAFTA-díjat.

## Cselekménye
London, 1950-es évek
Mrs. Louisa Wilberforce, egy idős özvegy hölgy a kerületi rendőrség gyakori látogatója, ahol jól ismerik. Egyik nap bejelenti, hogy a barátnője kertjében egy űrhajó szállt le. A rendőrök barátságosan kitessékelik. Mrs. Wilberforce háza a londoni King's Cross pályaudvar vasúti alagútja fölött van, ahol a férjétől örökölt négy papagájjal él, és hogy ne legyen egyedül, rendszerint kiadja az emeleti helyiségeket.
Ezúttal Marcus professzor veszi ki a szobát, aki vonós hangszeren játszik, és szeretné, ha zenésztársaival a szobában gyakorolhatnának, amibe Mrs. Wilberforce beleegyezik, mert szereti a zenét. Valójában Marcus „professzor” és társai rablók, akik egy pénzszállító autó kirablását akarják végrehajtani. Az akció részleteit Marcus találja ki. A rablásban (tudtán kívül) az idős hölgy kulcsfontosságú szerepet játszik.
A látszat fenntartásához találkozásuk alkalmával egy lemezjátszón komolyzenei darabokat „adnak elő” (például Boccherini: Vonós kvintett E-dúrban, Op. 11 No. 5), így az idős hölgy nem fog gyanút és megdicséri a zenészek játékát.
A pénzszállító autót az utcán támadják meg, az őröket leütik, és négy fényes fémdobozt (amiben 60 000 font készpénz van) egy hatalmas utazóbőröndbe raknak. A bőröndöt a rablók a pályaudvarra szállítják, ahol a professzor előzetes kérésére az idős hölgy veszi át. A hölgy taxival hazaviszi a bőröndöt és átadja a professzornak.
A bonyodalom akkor kezdődik, amikor a rablók el akarják hagyni a házat. Norton, az együgyű, nagydarab gengszter hangszeres tokjában cselló helyett a rablott pénzt van. Amikor kilép az ajtón, a tok pántja megakad. Norton becsenget az ajtón, majd rángatni kezdi a tokon, mire az kinyílik és a pénz szétszóródik, éppen akkor, amikor Mrs. Wilberforce megjelenik az ajtóban és észreveszi a pénzt, amit a rablók igyekszenek gyorsan összeszedni. A rablók a kocsijukba pattannak, és elindulnak, de rövid tanakodás után visszamennek a házhoz, hiszen Mrs. Wilberforce személyleírást tudna adni róluk, és közülük többen benne vannak a rendőrségi nyilvántartásban. Marcus hirtelen azt találja ki, hogy Nortonnak húsüzlete volt, amit eladott, és ebből származik a pénz.
Váratlanul az idős hölgy négy barátnője érkezik látogatóba egymás után, az utolsónak érkező az aznapi újság címoldalán olvas a rablásról. A cikk Marcus „professzor”-t is érdekli, aki hangosan részleteket olvas belőle, többek között azt, hogy a rendőrségnek fogalma sincs, hogyan vitték ki a pénzt a pályaudvarról. Ekkor Mrs. Wilberforce erősen gyanakodni kezd. Kis nehézség árán betereli barátnőit a nappaliba, majd az előszobában rosszallását fejezi ki a rablóknak, és jelzi, hogy bejelenti az esetet a rendőrségen. Megkéri a rablókat, hogy a barátnőinek ne mondjanak semmit és egy órán keresztül viselkedjenek úriemberként, amit azok meg is tesznek (Marcus zongorázik, az idős hölgyek énekelnek és teáznak).
A rablók felhívják rá Mrs. Wilberforce figyelmét, hogy mivel ő is tevékenyen részt vett a végrehajtásban, a rendőrök nem fognak neki hinni, még azt is gondolhatják, hogy ő találta ki a rablást. Ő megígéri, hogy hallgatni fog az ügyről, de ragaszkodik hozzá, hogy a pénzt vissza kell adni.
A rablók ezért elhatározzák, hogy megölik. Az „őrnagy” már előre szól, hogy ő nem tudja megtenni, de amikor sorsot húznak gyufaszálakkal, ő húzza a rövidebbet. Kis hezitálás után megkéri a hölgyet, hogy menjen fel vele az emeleti szobába, mert szeretne beszélni vele. Ott az „őrnagy” azt mondja, hogy a többiek igazi bűnözők, és ő be fogja jelenteni a rablást. A hölgytől azt kéri, hogy vigyázzon a pénzre (ami a másik szobában van a hangszertokokban), majd az ablakon át távozik. Valójában magához veszi a tokokban lévő pénzt, de a többiek észreveszik a távozását és utánamennek a tetőre, ahonnan az „őrnagy” leesik és meghal. A hölgy nem tud semmit az egészről, várja a rendőrség kiérkezését és a fotelben szunyókálni kezd, mert fárasztó napja volt. A gengszterek újból sorsot akarnak húzni, de Norton közli velük, hogy nem bánthatják a hölgyet. Marcus megkéri, segítsen neki az „őrnagy” eltüntetésében, majd, miután elindultak, visszamegy a másik kettőhöz és hárman újabb sorsot húznak, ezúttal Harry a vesztes, neki kellene megölnie a hölgyet. Kint a szabadban az „őrnagy” holtteste egy talicskában van. Kis búcsúzkodás után Norton az alagút széléhez tolja a talicskát, majd Marcusszal együtt az alagút felépítményéről lábánál fogva lelógatják a holttestet és egy elhaladó tehervonat egyik nyitott kocsijába ejtik. Harry a nyakkendőjével akarja megfojtani az idős hölgyet, de amikor látja, hogy alszik, helyette a láda kulcsát veszi ki a zsebéből, amibe a cselló tokját zárta. Harry megpróbál a csellótokban lévő pénzzel az ablakon keresztül távozni.
Amikor Norton visszatér a házba és meglátja a hátrahanyatlott fejjel alvó hölgyet, azt hiszi, hogy végeztek vele. Először Louis-nak akar nekiesni, ő azonban a nyitott ablakra mutogat, ahol Harry távozott. Norton hamarosan üldözni kezdi Harryt, akinek kezéből kiesik a pisztolya. Norton egy kerítésdarabbal valószínűleg agyonveri Harryt (a jelenetet nem mutatják). Amikor visszatér a házba, Louis-ra támad, de amikor Mrs. Wilberforce megjelenik, abbahagyja.
Louis és Marcus Harry holttestét az alagút fölött lógatják és közben Louis azt javasolja, hogy ő megöli Nortont, Marcus pedig intézze el az asszonyt. Norton azonban a közelben van és mindent hall. Pisztoly van nála, amivel le akarja őket lőni, de csak néhány kattanás hallatszik, mert nem biztosította ki a fegyvert. Norton eltűnik a következő tehervonat mozdonyának gőzében, mert Louis leszúrja. Amikor le akarják ejteni Norton holttestét, Marcus azt fejtegeti, hogy az öregasszonnyal akkor sem tudnának végezni, ha 20-an vagy 30-an lennének, mert nem tudnának összefogni ellene. Amikor a következő mozdony füstje eloszlik, Marcus eltűnik. Louis lövöldözni kezd rá, mert Marcus a hangjával csalogatja, de nem találja el. Louis leereszkedik az alagút tetejéről a jelzőberendezéshez, mert onnan hallja a hangot. Marcus kiveszi a pisztolyt Louis zsebéből, majd feszegetni kezdi a vaslétrát, amin Louis kapaszkodik és sikerül is neki elválasztania a faltól, de még előtte Louis visszaszerzi a pisztolyt. Amikor létra egy kilendülés után visszatér a falhoz, Louis lelövi Marcust, majd leesik egy érkező vonat kocsijára. Marcus nem hal meg rögtön, de amikor a vasúti szemafor lehanyatló karja a nyakára sújt, Marcus is a mélybe zuhan, egy vagon platójára.
Mrs. Wilberforce újból a rendőrségre megy és elmondja, amit tud a rablásról, és hogy tudja, kik követték el, de a rablók mind eltűntek. A rendőrök ezúttal sem veszik komolyan. Amikor azt kéri, hogy valaki jöjjön el a pénzért, a rendőrök azt mondják neki, hogy meg is tarthatja. Az idős asszony hazafelé menet az utcán ülő koldusnak nagy összegű bankjegyet ad, amiért az utána is kiabál, de a hölgy nem fordul vissza.

## Szereposztás
| Szereplő                          | Színész         | Magyar hang                                                 | Magyar hang                                                               |
| Szereplő                          | Színész         | 1. szereposztás (1965)                                      | 2. szereposztás (2005)                                                    |
| --------------------------------- | --------------- | ----------------------------------------------------------- | ------------------------------------------------------------------------- |
| Marcus „professzor”               | Alec Guinness   | Velenczey István                                            | Háda János                                                                |
| Louis Harvey                      | Herbert Lom     | Bárdy György                                                | Csernák János                                                             |
| Harry Robinson                    | Peter Sellers   | Garics János                                                | Kassai Károly                                                             |
| Norton                            | Danny Green     | Láng József                                                 | Koroknay Géza                                                             |
| Claude Courteney „őrnagy”         | Cecil Parker    | Benkő Gyula                                                 | Versényi László                                                           |
| Mrs. Louisa Alexandra Wilberforce | Katie Johnson   | Pártos Erzsi                                                | Kassai Ilona                                                              |
| Főfelügyelő                       | Jack Warner     | Gyenge Árpád                                                | Imre István                                                               |
| Rendőrőrmester                    | Philip Stainton | Farkas Antal                                                | Bácskai János                                                             |
| Mozgóárus                         | Frankie Howerd  | Bánffy György                                               | ?                                                                         |
| További szereplők                 | ?               | Budai István Dömsödi János Simor Erzsi Szegedi Szabó István | Bókai Mária Illyés Mari Némedi Mari Seder Gábor Szokol Péter Várnagy Kati |

## Megjelenése
A film első ízben 2002. szeptember 10-én jelent meg DVD-n, majd a film 50-éves évfordulójára 2005-ben az Universal Ladykillers – 50th Anniversary Edition címmel adta ki.

## Fogadtatás
Az amerikai filmkritikusok véleményét összegző Rotten Tomatoes 100%-ra értékelte 20 vélemény alapján.

## Díjak, jelölések
BAFTA-díj
- díj: legjobb női főszereplő – Katie Johnson
- díj: legjobb brit forgatókönyv – William Rose

Oscar-díj
- jelölés: legjobb eredeti forgatókönyv – William Rose
- jelölés: legjobb film

2000-ben a Total Film című magazin olvasói az 1955-ös Betörő az albérlőm filmet a „minden idők legnagyszerűbb komédiái” listán a 36. helyre választották.  A The Guardian 2010-ben a filmet „minden idők legnagyszerűbb komédiái” listáján az 5. helyre sorolta be.

## Forgatási helyszínek
Mrs. Wilberforce háza, a No. 57 díszlet volt, amit Londonban a Frederica Street nyugati végében építettek meg, a vasúti Copenhagen Tunnel déli kijárata fölött (ez vezeti ki a vonatokat a King's Cross pályaudvar felől).
A házból kifelé nézve azonban az Argyle Street volt látható, a távolban a St Pancras vasútállomás tornyával.

## Érdekesség
- A filmben a zenét a Sinfonia of London adja elő Dock Mathieson vezényletével.
- Ebben a filmben játszott először együtt Herbert Lom és Peter Sellers. Később, a Rózsaszín párduc 1. és 2. részében komédiáztak együtt, mint Charles Dreyfus (Clouseau főnöke) és Jacques Clouseau, a kétbalkezes nyomozó.
- Kenneth Connor, aki később a Folytassa... filmekben 17 alkalommal játszott, ebben a filmben mutatkozott be egy epizódszerepben, mint taxisofőr. A szintén epizódszerepben felbukkanó Frankie Howerd is jelentős szerepet kapott később két Folytassa... filmben. Az egyik a Folytassa, doktor!, a másik a Folytassa a dzsungelben! volt. Utóbbiban Kenneth Connor szintén szerepelt.
- Katie Johnson főszereplőnő a film befejezése után két évvel meghalt. Ez volt az utolsó nagy szerepe.

## Adaptációk
- A filmnek rádióra átdolgozott változata első ízben 1996. január 13-án volt hallható a BBC Radio 4-en. A darab főszereplői Edward Petherbridge és Margot Boyd voltak.[2]
- 2004-ben a Coen testvérek új filmváltozatot készítettek, de csak az alapötletet hagyták meg. A főszereplők Tom Hanks, J. K. Simmons, Marlon Wayans, Tzi Ma, Ryan Hurst és Irma P. Hall voltak. A helyszín ezúttal London helyett egy Saucier nevű település volt a Mississippi folyó mentén.
- 2011-ben a filmből színpadi darab készült Graham Linehan rendezésében. Első bemutatója a Liverpool Playhouse-ban volt novemberben, majd a darab átkerült a londoni Gielgud Theatre-be.[3][4]

## Fordítás
- Ez a szócikk részben vagy egészben  a   The Ladykillers című angol Wikipédia-szócikk fordításán alapul.  Az eredeti cikk szerkesztőit annak laptörténete sorolja fel. Ez a jelzés csupán a megfogalmazás eredetét és a szerzői jogokat jelzi, nem szolgál a cikkben szereplő információk forrásmegjelöléseként.